# Walter Warwick Sawyer
Walter Warwick Sawyer (ur. 6 kwietnia 1911 roku w Londynie, zm. 15 lutego 2008) – angielski matematyk, pedagog i popularyzator matematyki.

## Życiorys
Ukończył St John’s College na Uniwersytecie Cambridge specjalizując się w teorii kwantów i teorii względności. Od 1933 - 1937 był asystentem matematyki na University College, Dundee, a od 1937 - 1944 na Uniwersytecie w Manchesterze. Od 1945 - 1947 kierował wydziałem matematyki w Leicester College of Technology.
W 1948 r. zorganizował wydział matematyki na Uniwersytecie w Ghanie. Od 1951 r. wykładał w Canterbury College w Nowej Zelandii. Od zimy 1957 do czerwca 1958 roku pracował w Stanach Zjednoczonych jako ekspert dydaktyki w związku z reformą nauczania matematyki w tym kraju. W latach 1958–1965 profesor matematyki w Wesleyan University w Connecticut. A następnie na Uniwersytecie w Toronto w Kanadzie. W 1976 roku przeszedł na emeryturę.

## Publikacje wydane w języku polskim
- Ścieżki wiodące do matematyki, t. 145 Biblioteki Problemów, Państwowe Wydawnictwo Naukowe, Warszawa 1970, s. 278
- Droga do matematyki współczesnej, t. 127 serii wydawniczej Omega, Wiedza Powszechna, Warszawa 1974, s. 310
- Matematyka nauką przyjemną, t. 144/145 serii wydawniczej Omega, Wiedza Powszechna, Warszawa 1974, s. 313
- W poszukiwaniu modelu matematycznego, t. 252 serii wydawniczej Omega, Wiedza Powszechna, Warszawa 1974; Wiedza Powszechna, Warszawa 1975, s. 438
- Algebra liniowa dla inżynierów, Państwowe Wydawnictwo Naukowe, Warszawa 1976, s. 415
- Myślenie obrazowe w matematyce elementarnej Wiedza Powszechna, Warszawa 1988, s. 431